# Astroceras nodosum
Astroceras nodosum är en ormstjärneart som beskrevs av Jean Baptiste François René Koehler 1930. Astroceras nodosum ingår i släktet Astroceras och familjen Euryalidae. Inga underarter finns listade i Catalogue of Life.